# Giuseppe Valentini
Pour les articles homonymes, voir Valentini.
Giuseppe Valentini (Florence, 14 décembre 1681 - Rome, novembre 1753) est un violoniste, peintre, poète et compositeur italien, connu principalement en tant que compositeur de musique instrumentale. Même si sa notoriété est éclipsée par celles d'Arcangelo Corelli, Antonio Vivaldi et Pietro Locatelli, sa contribution à la musique baroque italienne est remarquable et plusieurs de ses travaux ont été publiés dans différents pays européens.

## Œuvres instrumentales principales
- op. 1 : 12 Symphonie (y compris la "Sinfonia à tre per il santissimo Natale" No. 12) (1701)
- op. 2 : 7 Bizzaria per camera, pour 2 violons, 2 altos et basse continue (1703)
- op. 3 : 12 fantaisies musicales pour 2 violons et basses (1706)
- op. 4 : 7 Idées pour ensemble de chambre, pour violon et basse continuo (1706)
- op. 5 : 12 sonates en trio (1707)
- op. 7 : Concerti Grossi
- op. 8 : 12 Sonates de chambre (1714)

## Opéras
- La finta rapita (1714)
- La costanza in amore (1715)

## Discographie
- 2008 : Oboe Concerti at the Dresden Court, œuvres de Johann Georg Pisendel, Johann Friedrich Fasch, Giuseppe Valentini et Johann David Heinichen par la Batzdorfer Hofkapelle avec Xenia Löffler au hautbois (Accent 24202)